# أولكا ساساكي
يوتا «أوكا» ساساكي (باليابانية: 佐々木 佑太,؛ مواليد 7 أكتوبر 1989) هو مُقاتل فنون قتالية مختلطة ياباني.

## وصلات خارجية
- أولكا ساساكي على موقع يو إف سي (الإنجليزية)
- أولكا ساساكي على موقع شيردوغ (الإنجليزية)
- أولكا ساساكي على موقع Tapology.com (الإنجليزية)
- أولكا ساساكي على موقع IMDb (الإنجليزية)